# Thelocactus macdowellii
Thelocactus macdowellii es una especie de planta de flores perteneciente a la familia Cactaceae. 

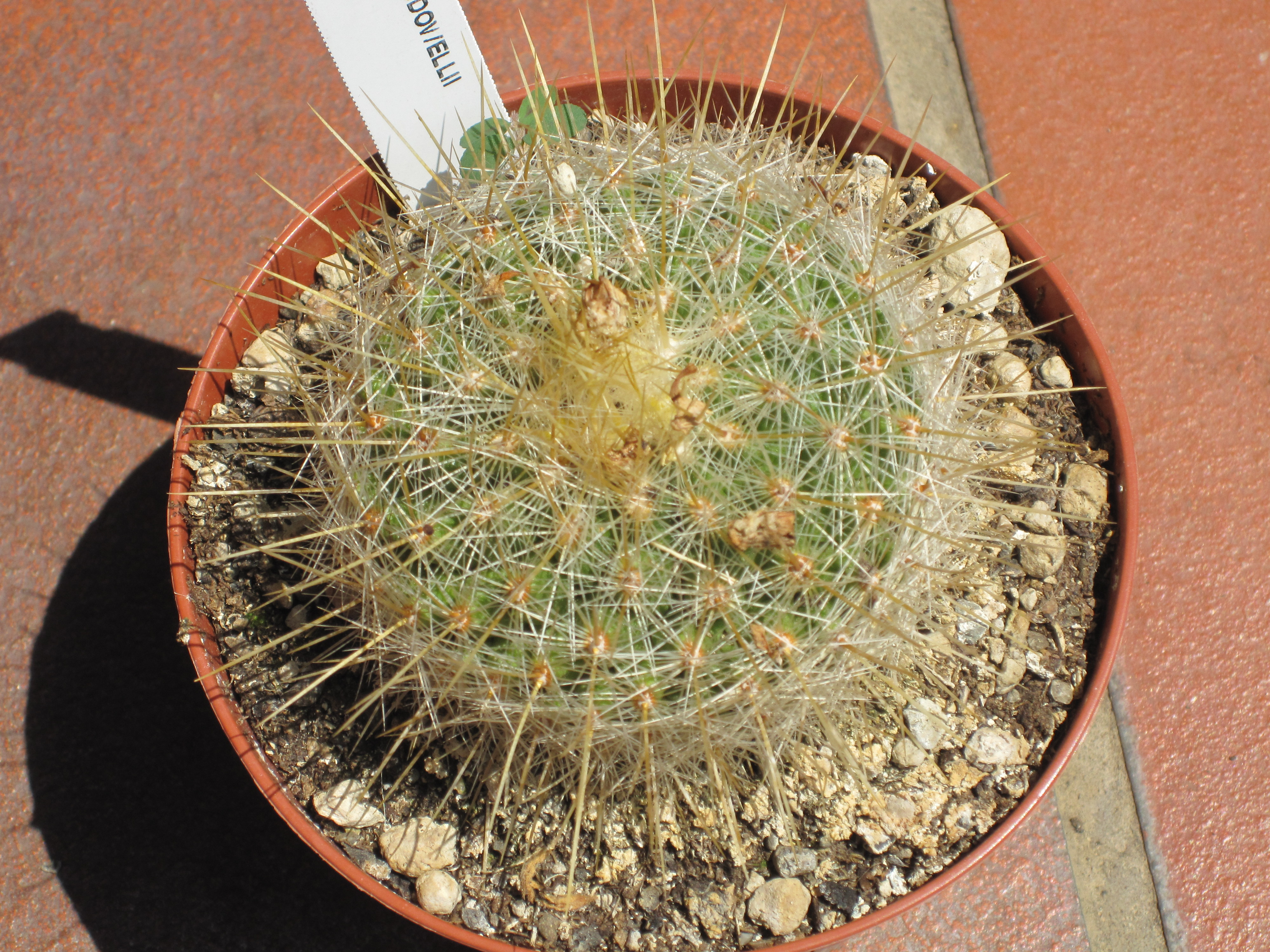
Thelocactus macdowellii

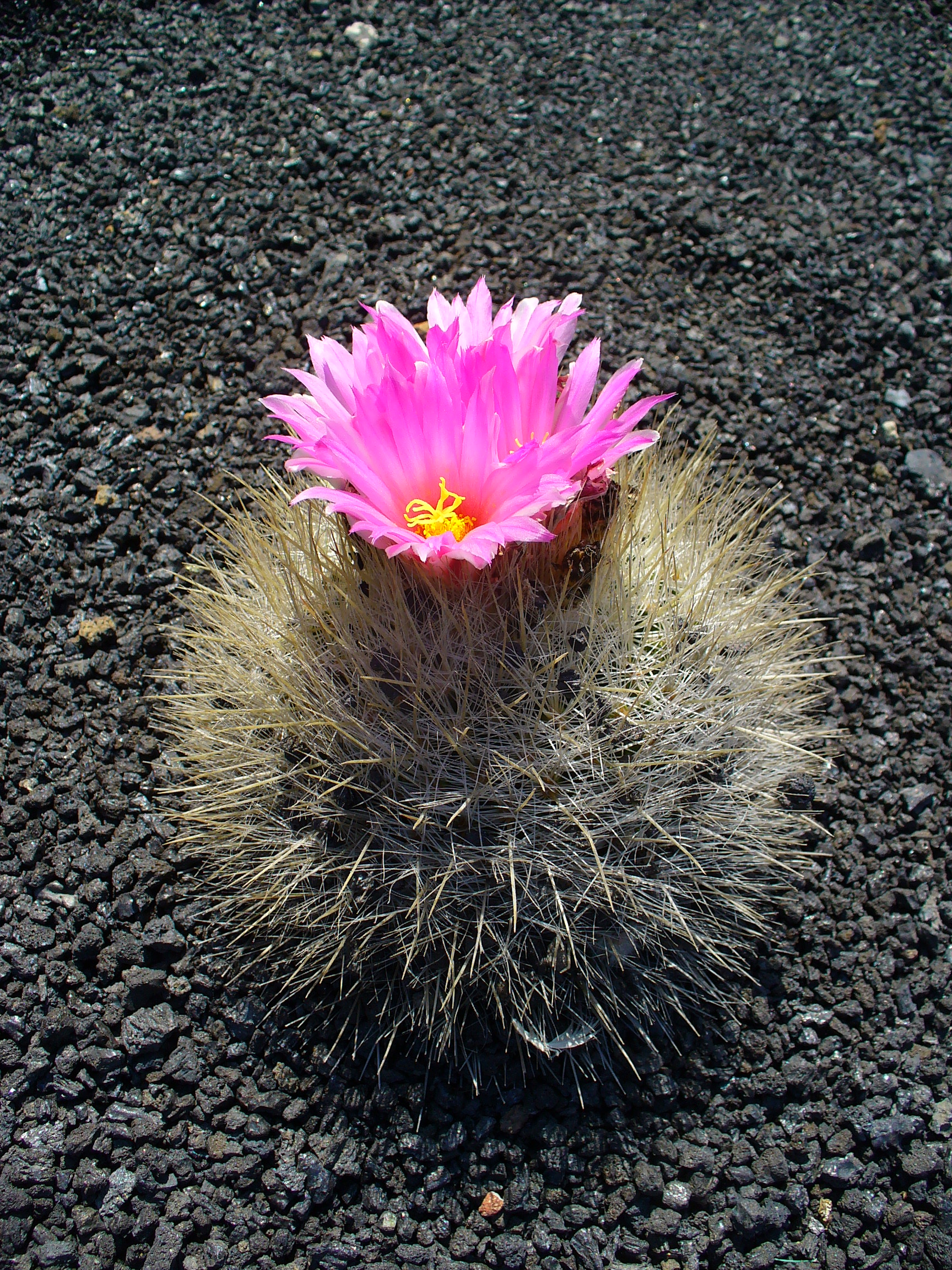
Vista de la planta en floración.

## Distribución y hábitat
Es endémica de Coahuila de Zaragoza y Nuevo León en México. Su hábitat natural son los áridos desiertos. Es una especie que se ha extendido por todo el mundo como planta ornamental.

## Descripción
Es una planta perenne carnosa y globosa con solamente 4 a 10 centímetros de alto y 4 a 12 centímetros de ancho. Tiene, a veces, más de 30 costillas de 5 a 7 milímetros de alto, cónicas con rómbicas verrugas divididas. Las areolas tienen en la parte superior alrededor de 15 a 25 espinas radiales con una longitud de 1,5 a 2 centímetros. Las de 3 a 4 espinas centrales son cada 3 a 5 centímetros de largo y de color amarillo pálido. Las flores son de 4 a 8 centímetros de ancho, con forma de embudo y de hasta 4 centímetros de largo. El color de las flores varía desde rosa a magenta.

## Taxonomía
Thelocactus macdowellii fue descrita por (Rebut ex Quehl) Glass y publicado en Cactus Journal (London) 9: 28. 1947.
Etimología
Thelocactus: nombre genérico que deriva de las palabras griegas:
thele que significa "pezón" y el sufijo "cactus" - haciendo referencia a los tubérculos de la planta.
macdowellii: epíteto otorgado en honor del jardinero y coleccionista mexicano José Alberto McDowell.
Sinonimia
- Echinocactus macdowellii Rebut ex Quehl, Monatsschr. Kakteenk.,. 4(9): 133, 1894
- Echinomastus macdowellii (Orcutt) Britton & Rose, Cact. 3: 151, 1922
- Neolloydia macdowellii (Quehl) H.E.Moore, Baileya, 19: 166, 1975
- Thelocactus conothelos (Regel & Klein) Backeb. & F.Knuth, Kaktus-ABC, 385, 1935